# صهريج البازيليك
خزان البزايليك الأرضي أو حوض الكاتدرائية أو القصر المغمور (بالتركية: Yerebatan Sarnıcı؛ بالإنجليزية: Basilica Cistern) هو الخزان الأرضي الأكبر من بين مئات الصهاريج القديمة التي تقع تحت مدينة إسطنبول (القسطنطينية سابقاً)، تركيا. بُنِيَ في القرن السادس في عهد الإمبراطور البيزنطي جستنيان الأول. يقع على بعد 150 متر إلى الجنوب الغربي من آيا صوفيا، وتبلغ مساحته 9،800 متر مربع.

## التاريخ

مخطط الخزان الأرضي.

استمد هذا الهيكل الجوفي اسمه من ساحة عامة كبيرة كانت تقع في الهضبة الأولى في القسطنطينية، وهي بازيليكا ستوا، التي شيدت تحت الأرض بالأصل قبل أن تُتَحَوَّلَ إلى خزان. وقد بنيت بين القرنين الثالث والرابع خلال العصر الروماني المبكر لتكون مركزاً تجارياً وقانونياً وفنياً. وقد أعيد بناؤها بعد اندلاع حريق في سنة 476. وقد أشارت النصوص القديمة إلى أن البازيليكا قد احتوت على الحدائق، وكانت الأعمدة تحيط بها، كما كانت موجهة نحو آيا صوفيا. ووفقا للمؤرخين القدماء، فقد بنى الإمبراطور قسطنطين الهيكل الذي أعيد بناؤه في وقت لاحق وتَوَسَّعَ من قبل الإمبراطور جستنيان بعد أعمال شغب نيكا من سنة 532، والتي دمرت المدينة.
كان الخزان الأرضي هذا يحوي نظام تنقية للمياه للقصر الكبير في القسطنطينية وغيره من المباني الأخرى الواقعة على التلة الأولى. واستمر في توفير المياه لقصر توبكابي بعد العهد العثماني سنة 1453 وحتى العصر الحديث.

## معرض الصور

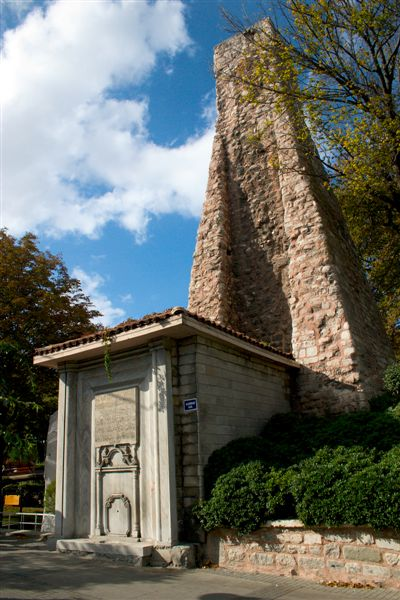
المدخل إلى صهريج البازيليك
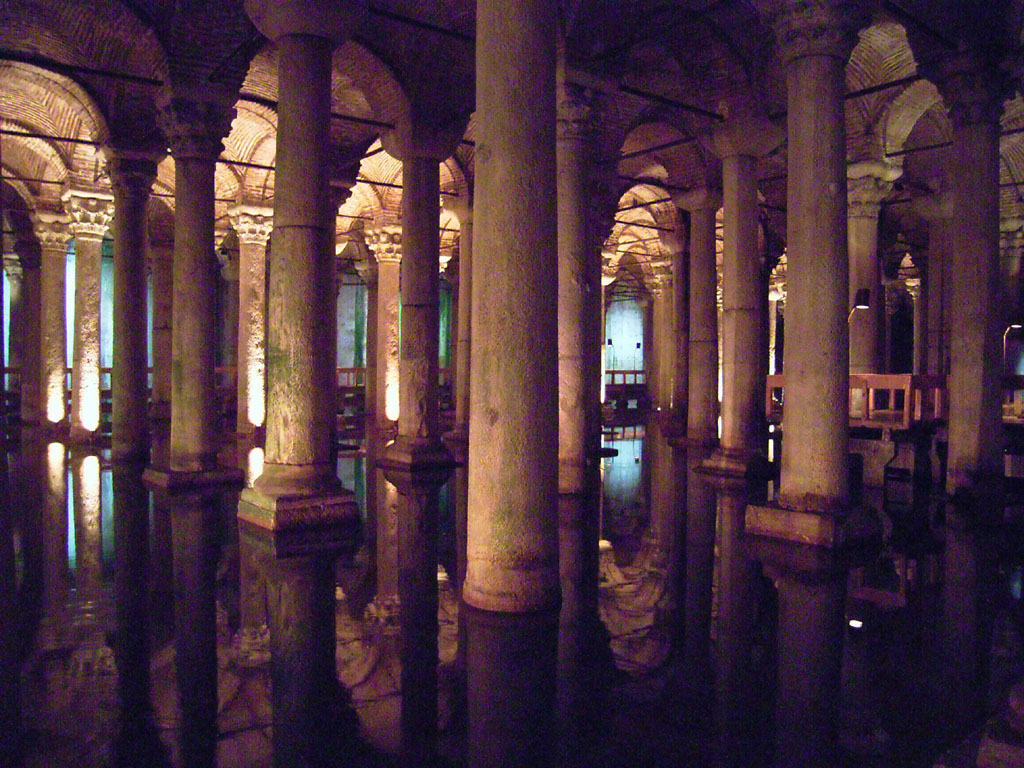
منظر لأعمدة الخزان
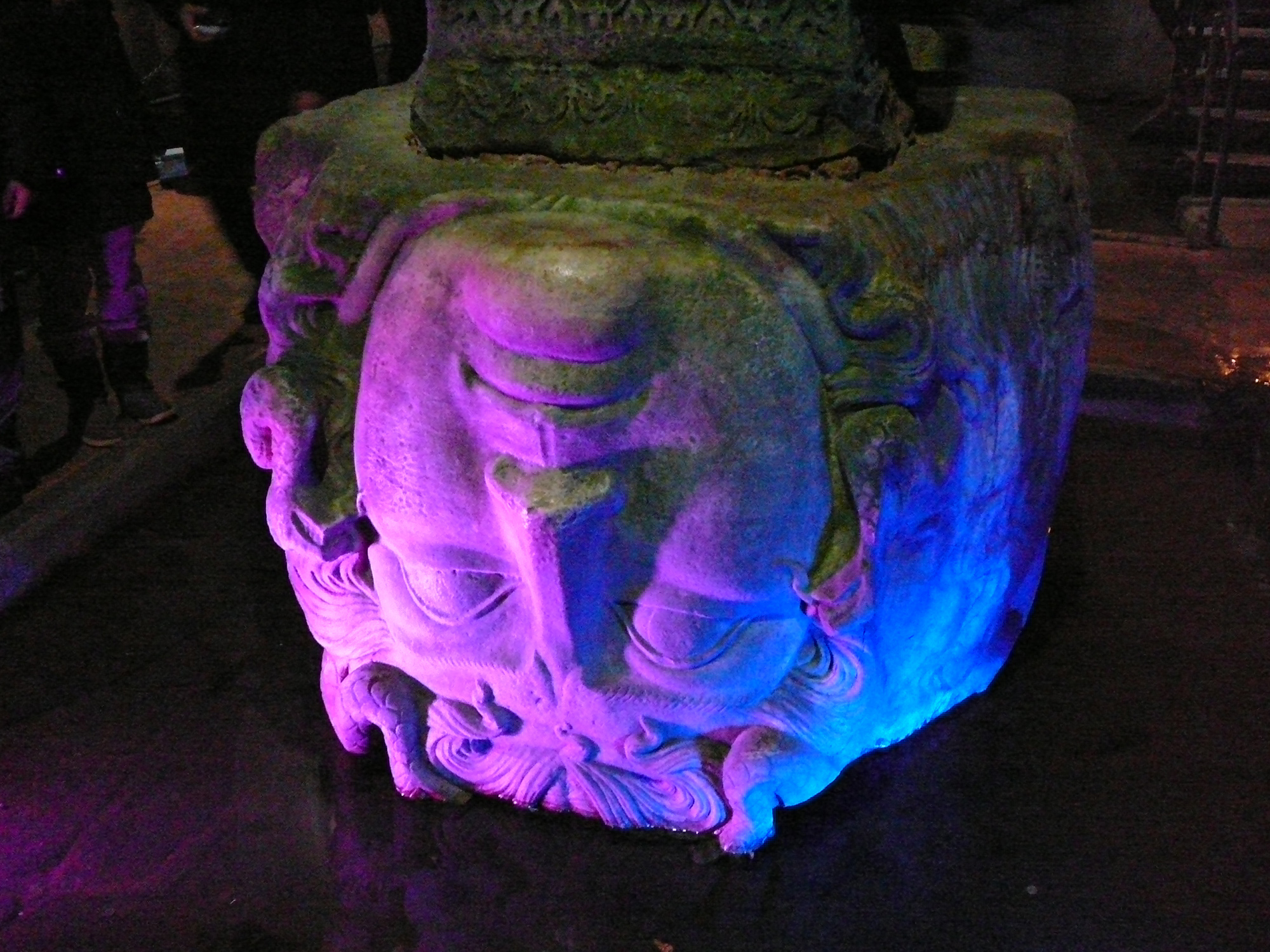
سبوليا مدوسا بقاعدة عامود
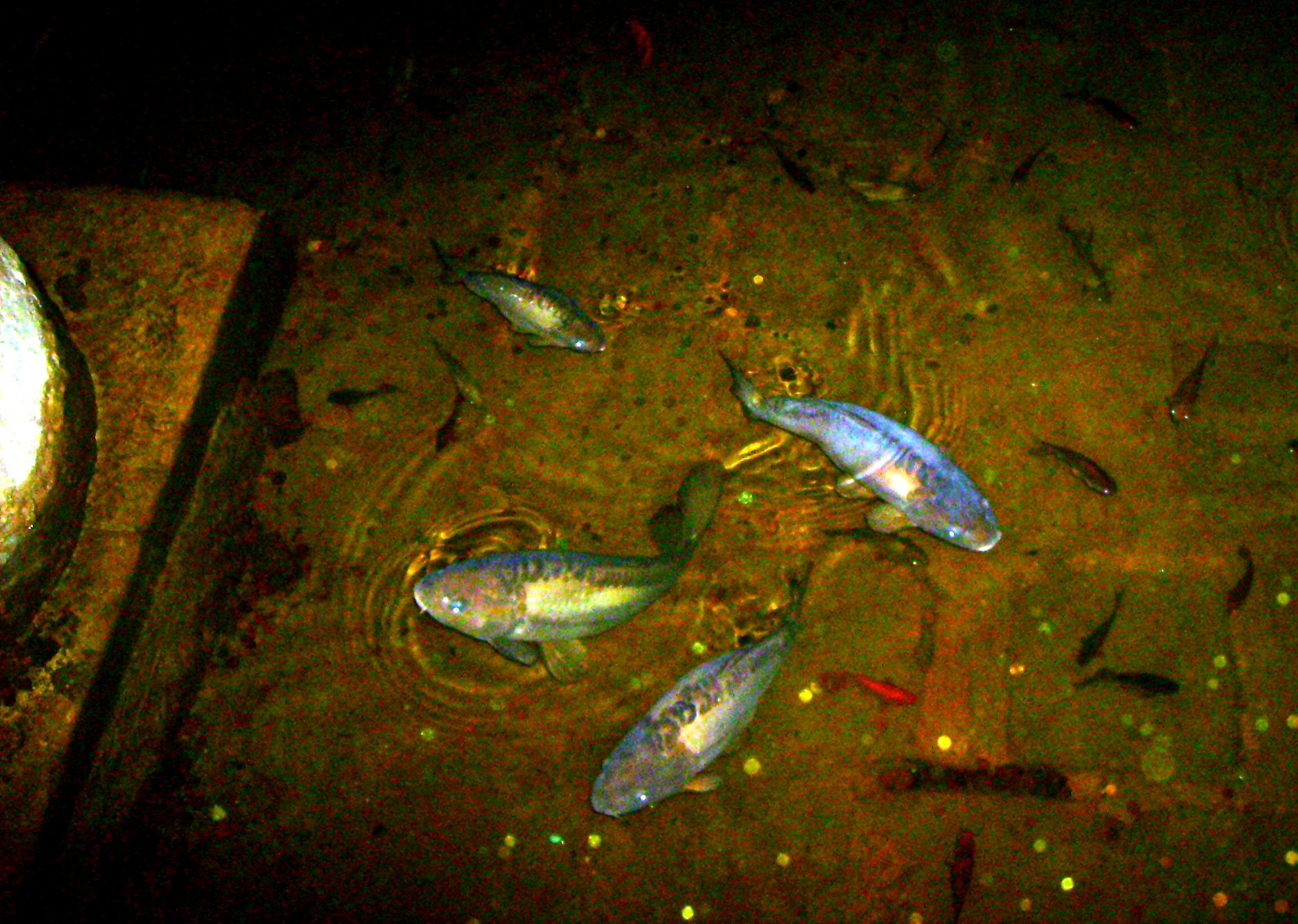
سمك الكارب في الصهريج

## اُنظر أيضاً
- نفق تيتوس

## وصلات خارجية
- Letsgoistanbul.com | صهريج البازيليك
- صهريج البازيليك